# Desigualdade de Schur
Em matemática, a desigualdade de Schur, assim chamada em homenagem a Issai Schur, estabelece que se x, y, z são números reais não negativos, e t é um número positivo,
{\displaystyle x^{t}(x-y)(x-z)+y^{t}(y-z)(y-x)+z^{t}(z-x)(z-y)\geq 0}
com a igualdade ocorrendo se e somente se x = y = z ou dois deles são iguais e o outro é zero. Quando t é um número inteiro positivo par, a desigualdade vale para todos os números reais x, y e z.

## Extensões
Uma generalização da dsigualdade de Schur é o seguinte:
Suponha que a, b, c sejam números reais positivos. Se os triplos  (a, b, c)  e  (x, y, z)  são  igualmente classificados, a seguinte desigualdade é válida:
{\displaystyle a(x-y)(x-z)+b(y-z)(y-x)+c(z-x)(z-y)\geq 0.}
Em 2007, o matemático da Romênia Valentin Vornicu mostrou que existe ainda uma forma generalizada da desigualdade de Schur:
Considere {\displaystyle a,b,c,x,y,z\in \mathbb {R} }, where {\displaystyle a\geq b\geq c}, and either {\displaystyle x\geq y\geq z} or {\displaystyle z\geq y\geq x}. Let {\displaystyle k\in \mathbb {Z} ^{+}}, and let {\displaystyle f:\mathbb {R} \rightarrow \mathbb {R} _{0}^{+}} seja convexa ou monotônica. Então,
{\displaystyle {f(x)(a-b)^{k}(a-c)^{k}+f(y)(b-a)^{k}(b-c)^{k}+f(z)(c-a)^{k}(c-b)^{k}\geq 0}.}
A forma padrão de Schur é o caso desta desigualdade ondex = a, y = b, z = c, k = 1, ƒ(m) = mr.
Outra extensão possível indica que, se os números reais não negativos {\displaystyle x\geq y\geq z\geq v}com e o número real positivo  t  são tais que x + v ≥ y + z then
{\displaystyle x^{t}(x-y)(x-z)(x-v)+y^{t}(y-x)(y-z)(y-v)+z^{t}(z-x)(z-y)(z-v)+v^{t}(v-x)(v-y)(v-z)\geq 0.}